# Mandy Ventrice
Amanda Nicole Ventrice (nacida el 12 de septiembre de 1985 en California), conocida por su nombre artístico Mandy Ventrice, es una cantante, letrista y productora estadounidense.
Nacida en el área de la Bahía de San Francisco, Mandy Ventrice comenzó su carrera musical a una edad muy temprana, escribiendo su primera canción con siete años, y completando su primer CD independientemente a la edad de trece años. Poco después, Ventrice se unió a un grupo de pop femenino de Boston, llamado Poetry in Motion. En 2002, el grupo se dispersó y Mandy hizo esfuerzos en solitario, trabajando con personas como Shep Goodman, Kenny Gioia, Aaron Accetta, Sam Hollander, Carl Sturken y Evan Rogers.
Luego de mudarse a Nueva York en 2004, Mandy empezó a presentarse en un trío de rock, llamado Lights Resolve; haciendo giras con The Used, Shiny Toy Guns, y Panic! at the Disco; presentándose en importantes festivales de música, como el Bamboozle y el CMJ.
En 2010, Mandy lanzó su primer sencillo de dance/pop con el DJ artista de grabación multiplatino Ian Carey. Luego del éxito masivo de la canción y el videoclip, el cual, alcanzando 1.6 millones de visitas en YouTube, Mandy lanzó un sencillo con uno de los dúos de DJs más conocidos de Alemania, Michael Mind Project. El sencillo alcanzó una posición en la Top 40 Radio y las listas de dance en Europa. En el medio de su éxito alrededor del mundo, Mandy se mudó nuevamente a California y trabajó con el productor de hip hop Just Blaze, para una canción del muy anticipado álbum de estudio de Eminem, Recovery, haciendo las vocales principales en el hook de la canción, pero la misma no fue completada a tiempo para el lanzamiento oficial del álbum en junio de 2010. Menos de un mes después, Mandy realizó muestras de vocales en la producción de Kanye West para el sencillo de Rick Ross, «Live Fast Die Young», el cual es parte del cuarto álbum de estudio de Ross, Teflon Don. También cantó el coro del sencillo número uno de la leyenda del R&B Charlie Wilson, «You Are», y participó en la grabación de Watch the Throne, el exitoso álbum colaborativo de Jay-Z y Kanye West.
En enero de 2013, Mandy se mudó a Los Ángeles, para centrarse más en su carrera de letrista. Comenzó coescribiendo con algunos de los letristas y productores más famosos de la industria, como Julia Michaels, Chris Sernel, Breyan Isaac, y Kevin Kadish. Mandy tiene canciones que se presentaron en importantes películas, como Jackass Presents: Bad Grandpa, y shows de TV populares como The Mindy Project de la ABC, o Teen Mom y Jersey Shore, de MTV. En diciembre de 2013, firmó su primer contrato importante con Atlantic Records y Warner/Chappell Music.
Mandy actualmente vive en el área de la Bahía de San Francisco, donde continúa escribiendo tanto para artistas (importantes y/o independientes) como para la industria de TV/cine.

## Colaboraciones
| Año  | Álbum | Canción                                  |
| ---- | --- | ---------------------------------------- |
| 2008 | Currency - Lights Resolve - Presentada en «Lost & Jaded», segunda canción del álbum - Segundo EP para la banda de rock alternativo, Lights Resolve - Fecha de lanzamiento: 2 de abril de 2008                                                    | - «Lost & Jaded»                         |
| 2008 | Hello World - Hello Kitty - Vocalista, presentándose en «Be Yourself»; tercera canción del álbum - El primer musical de larga duración para la franquicia de Hello Kitty - Fecha de lanzamiento: 7 de octubre de 2008 - Sello: Lakeshore Records | - «Be Yourself»                          |
| 2010 | Let Loose - Ian Carey con Mandy Ventrice - Vocalista para el DJ de house/dance, Ian Carey - Fecha de lanzamiento: 1 de junio de 2010 - Sello: Spinnin' Records                                                                                   | - «Let Loose»                            |
| 2010 | Love - Exes of Evil - Presentada en «Cheater Cheater»; segunda canción del álbum - Primer álbum de estudio de la banda de pop Exes of Evil - Fecha de lanzamiento: 15 de junio de 2010                                                           | - «Cheater Cheater»                      |
| 2010 | Teflon Don - Rick Ross - Voces de muestra/coro en «Live Fast Die Young»; quinta canción del álbum - Producida por Kanye West - Fecha de lanzamiento: 20 de julio de 2010 - Sello: Island Def Jam Music Group                                     | - «Live Fast Die Young» (con Kanye West) |
| 2010 | Forever - Kindervater - Vocalista en «Lovephobia», séptima canción del álbum - Fecha de lanzamiento: 16 de septiembre de 2010 - Sello: YAWA Recordings                                                                                           | - «Lovephobia»                           |
| 2010 | The Annual 2011 - Ministry of Sound - Vocalista en «Let Loose», de Ian Carey, octava canción, disco 1 - Fecha de lanzamiento: 9 de noviembre de 2010 - Sello: Ministry of Sound America                                                          | - «Let Loose» (Remix de Brad Holland)    |
| 2010 | Delirious EP - Michael Mind Project con Mandy Ventrice & Carlprit - Vocalista - Fecha de lanzamiento: 19 de noviembre de 2010 - Sello: Track by Track Records                                                                                    | - «Delirious»                            |
| 2011 | 909s & Valentines EP - Exes of Evil - Coros y muestras en «Ahh» y «Crazy»; primera y segunda canción del álbum - Fecha de lanzamiento: 14 de febrero de 2011 - Sello: EXOE Music                                                                 | - «Ahh» - «Crazy»                        |
| 2011 | Dance With Me EP - Riz con Pitbull - Coros - Fecha de lanzamiento: 3 de abril de 2011 - Sello: iRIZistible Music/Starkid | - «Dance With Me»                        |
| 2011 | Knight Rider - Tito Deville Band con Mandy Ventrice - Vocalista - Fecha de lanzamiento: 24 de julio de 2011 | - «Knight Rider»                         |
| 2011 | Watch the Throne - Jay-Z & Kanye West - Muestras y coro en «Why I Love You» (con Mr Hudson); decimosegunda canción del álbum - Fecha de lanzamiento: 12 de agosto de 2011 - Sello: Roc-A-Fella Records                                           | - «Why I Love You» con Mr Hudson         |
| 2011 | November Skies (11-11-11) - Lea - Composición y coro - Fecha de lanzamiento: 13 de octubre de 2011 - Sello: G-Note Records | - «November Skies (11-11-11)»            |
| 2012 | Psychopath - Fred Pellichero con Mandy Ventrice - Compositora, vocalista y productora - Fecha de lanzamiento: 17 de abril de 2012 - Sello: Dipiu                                                                                                 | - «Psychopath»                           |
| 2012 | Midnight Hymns - Neon Parade - Compositora, vocalista y productora - Fecha de lanzamiento: 23 de octubre de 2012 - Sello: Soundfile Records | Álbum entero                             |
| 2013 | Human - Dim Chris con Mandy Ventrice - Compositora, vocalista y productora - Fecha de lanzamiento: 4 de marzo de 2013 - Sello: DJ Center Records                                                                                                 | - «Human»                                |
| 2013 | Doctor Love - Alex Gaudino - Productora - Vocalista en «Your Love Gets me High»; séptima canción del álbum - Fecha de lanzamiento: 12 de marzo de 2013 - Sello: Ultra Records                                                                    | - «Your Love Gets me High»               |
| 2013 | Take the House - D.One con Mandy Ventrice & Bubba Sparxxx - Coescritora, vocalista y productora - Fecha de lanzamiento: 23 de julio de 2013 - Sello: Upscale Records                                                                             | - «Take the House»                       |
| 2014 | Reckless - Mossamo con Mandy Ventrice - Coescritora, vocalista y productora - Fecha de lanzamiento: 30 de junio de 2014 | - «Reckless»                             |
| 2014 | Cholo Soul - Los Stellarians - Muestras y coro en «Be That Way»; tercera canción del álbum - Fecha de lanzamiento: 26 de agosto de 2014 - Sello: Holy Grailien                                                                                   | - «Be That Way»                          |
| 2014 | Carbon Copy - Glassesboys con Snoop Dogg & Mandy Ventrice - Vocalista y productora - Fecha de lanzamiento: 1 de diciembre de 2014 - Sello: My Music                                                                                              | - «Carbon Copy»                          |
| 2015 | Turn off the Light EP - Fred Pellichero con Mandy Ventrice - Compositora, coescritora, vocalista y productora - Fecha de lanzamiento: 8 de junio de 2015 - Sello: Roster Music bajo la licencia de Scratchin Records                             | - «Turn off the Light»                   |
| 2015 | Fantastic - Rap Monster con Mandy Ventrice - Corista - Presentada en el tráiler surcoreano de 4 Fantásticos - Fecha de lanzamiento: 3 de agosto de 2015 - Sello: Big Hit Entertainment                                                           | - «Fantastic»                            |

## Colaboraciones como letrista
| Año  | Artista                                  | Álbum                | Canción                    | Coescrita con                                                  |
| ---- | ---------------------------------------- | -------------------- | -------------------------- | -------------------------------------------------------------- |
| 2009 | Brooke Hogan                             | The Redemption       | «You'll Never be Like Him» | Aaron Accetta                                                  |
| 2011 | Cory Lee con Shaggy                      | Best Shot            | «Best Shot»                | Jenson Vaughan, Cory Lee y Shaggy                              |
| 2011 | Emily Vasquez                            | Slow Motion          | «Slow Motion»              | "Mack" McKinney                                                |
| 2012 | diMaro & Rosette                         | Ready for Tonight EP | «Ready for Tonight»        | Jenson Vaughan, Rudi Schwamborn, Mario Willems y Sammy Merayah |
| 2012 | Fred Pellichero con Mandy Ventrice       | Psychopath           | «Psychopath»               | Fred Pellichero                                                |
| 2013 | Dim Chris con Mandy Ventrice             | Human EP             | «Human»                    | Dimitri Schoenfeld                                             |
| 2013 | Skye Daru                                | Skye Daru EP         | «DNA»                      | Chris Sernel                                                   |
| 2013 | D.One con Mandy Ventrice & Bubba Sparxxx | Take the House       | «Take the House»           | D.One, Bubba Sparxxx, Manny Mijares y Anthony Meyer            |
| 2013 | Liz-D & Glassesboys                      | Off With Your Heads  | «Off With Your Heads»      | Manny Mijares                                                  |